# 尼子久次郎
尼子久次郎（あまこきゅうじろう、弘化3年（1846年） - 元治元年12月17日（1865年1月14日））は、幕末の志士。本姓は源氏。家系は戦国大名・尼子氏の末裔。諱は久贇。仮名は久次郎、長蔵。父は水戸藩士・尼子長三郎久恒、母は神戸信重の女。尊皇志士として国事に奔走し、水戸天狗党の乱にて討ち死にした。墓所は茨城県水戸市常磐共有墓地。位階は贈従五位。

## 生涯
武勇に秀で、神発流の砲術に長けた。元治元年（1864年）3月、水戸藩の尊皇攘夷派が藩の親幕府よりの守旧勢力である諸生派を打倒するため、田丸稲之衛門、藤田小四郎を大将に挙兵すると、これに呼応した。これが水戸天狗党の乱のはじまりである。久次郎は高道祖原、水戸の藤柄口にて諸生党と合戦に及んだ。その後、この藩内の抗争を鎮めるため、藩主目代として水戸藩支藩主である宍戸藩主・松平頼徳が水戸に下向すると、久次郎ら天狗党も頼徳軍を援護して戦った。しかし、久次郎は部田野原の戦いで負傷し、同10月23日に天狗党の将・榊原新左衛門が幕府軍に降伏すると、久次郎もこれに従った。久次郎は久留里藩に禁固となり、同年12月17日、戦傷のために獄中に亡くなった。享年19。卒後、靖国神社合祀。大正7年（1918年）、従五位を追贈された。